# Samuel Freire
Samuel Freire (* 28. August 1990 in São Lourenço dos Órgãos) ist ein kap-verdischer Leichtathlet, der im Mittel- und Langstreckenlauf an den Start geht.

## Sportliche Laufbahn
Erste internationale Erfahrungen sammelte Samuel Freire im Jahr 2013, als er bei den Spielen der Frankophonie in Nizza in 4:02,54 min den zwölften Platz im 1500-Meter-Lauf belegte. Im Jahr darauf belegte er bei den Jogos da Lusofonia in Goa in 4:13,9 min den vierten Platz und 2019 wurde er bei den Afrikaspielen in Rabat in 14:19,21 min 19. im 5000-Meter-Lauf und kam über 10.000 Meter nicht ins Ziel. 2023 schied er bei den Weltmeisterschaften in Budapest mit 14:07,38 min im Vorlauf über 5000 Meter aus und kam anschließend bei den Straßenlauf-Weltmeisterschaften in Riga im Halbmarathon nicht ins Ziel. Im Jahr darauf wurde er bei den Olympischen Sommerspielen in Paris nach 2:15:05 h 56. im Marathonlauf.

## Persönliche Bestleistungen
- 1500 Meter: 3:45,94 min, 24. Juni 2017 in Bilbao (kapverdischer Rekord)
- 3000 Meter: 8:07,86 min, 11. Mai 2019 in Faro
- 5000 Meter: 13:53,96 min, 25. Mai 2024 in Brüssel (kapverdischer Rekord)
- 10.000 Meter: 28:28,93 min, 20. April 2024 in Caldas da Rainha (kapverdischer Rekord)
- 5-km-Straßenlauf: 14:05 min, 9. Januar 2021 in Lissabon (nationale Bestleistung)
- 10-km-Straßenlauf: 29:33 min, 12. Dezember 2021 in Lissabon
- Halbmarathon: 1:02:47 h, 19. Februar 2023 in Barcelona (kapverdischer Rekord)
- Marathon: 2:11:01 h, 18. Februar 2024 in Sevilla (kapverdischer Rekord)